# اندیس زیر وقت
زیر وقت یک اندیس فلزی است که در حوالی شهر کاشمر استان خراسان قرار دارد و مادهٔ معدنی موجود در آن، منگنز است. سنگ میزبان این اندیس رادیو لاریت‌های پلاغژیک و نهشته‌های آتشفشانی زیر دریایی است در این اندیس، پاراژنز‌های کوارتز یافت می‌شوند.